# Gina Tolleson
Gina Marie Tolleson (ur. 4 czerwca 1970 w Spartanburg, USA) – została wybrana na Miss World w 1990.